# 古川純
古川 純（ふるかわ あつし、1941年12月1日 - 2024年12月7日）は、日本の法学者。専修大学名誉教授。専門は憲法。

## 経歴
- 宮城県仙台市出身[1]
- 1966年 東京大学法学部卒業、同法学部助手を務める（1969年まで）[3]
- 1970年 東京経済大学専任講師[3]
- 1976年 東京経済大学助教授
- 1982年 東京経済大学教授
- 1988年 専修大学教授
- 1995年 法学部長・理事（1997年まで）
- 2012年 専修大学を定年退職[4]、名誉教授[5]

## 著書
- 『日本国憲法の基本原理』（学陽書房 1993年）
- 『日本国憲法・検証 1945-2000資料と論点 基本的人権』小学館文庫 2001

### 共編著
- 『現代日本の法』共著　法律文化社、1974
- 『平和憲法の創造的展開　総合的平和保障の憲法学的研究』（和田英夫、深瀬忠一、小林直樹共編著 学陽書房 1987年）
- 『憲法の現況と展望』（山内敏弘共著 北樹出版 1989年）
- 『人間の歴史を考える 13 戦争と平和』山内敏弘共著　岩波書店　岩波市民大学 1993
- 『東北アジアの法と政治』内藤光博共編 専修大学出版局 2005
- 『無防備地域運動の源流 林茂夫が残したもの』池田眞規,松尾高志,丸山重威,山内敏弘,吉池公史共編著 日本評論社 2006
- 『「市民社会」と共生 東アジアに生きる』編 日本経済評論社 2012

### 翻訳
- 『GHQ日本占領史 第17巻 出版の自由』岡本篤尚共訳　日本図書センター 1999

## 参考
- 古川純教授 履歴・業績 専修法学論集 2012-03